# Highmark Stadium

El Highmark Stadium es un recinto deportivo ubicado en el pueblo de Orchard Park, Nueva York, Estados Unidos. Alberga los partidos que disputan como locales los Buffalo Bills de la National Football League (NFL) y tiene una capacidad para 71 608 espectadores.

## Historia
El primer estadio de los Bills fue el War Memorial Stadium, ubicado en el East Side de Buffalo. Dicho estadio fue inaugurado en 1938, y si bien contaba con las exigencias de la AFL para la década de los 60, cuando la NFL impuso un mínimo de 50 000 butacas, se quedó pequeño. Ante esta situación, Ralph Wilson, propietario de la franquicia, comenzó a buscar nuevas ciudades con estadios más modernos, entre ellas Seattle. Pero para suerte de los fanáticos, Buffalo no deseaba perder a su franquicia, y a causa de ello, aceleró la construcción de un nuevo estadio.
Se inauguró en 1973 con el nombre de Rich Stadium debido al patrocinio de la empresa Rich Products Corporation. En 1998, al expirar el contrato de patrocinio, pasó a denominarse Ralph Wilson Stadium en recuerdo del fundador de los Buffalo Bills, Ralph Cookerly Wilson Jr. En 2016 se anunció el nuevo patrocinio de la empresa New Era Cap Company que conllevó su nuevo cambio de nombre a New Era Field.
The Highmark Stadium es uno de los estadios más longevos de la Liga, solamente por detrás de Arrowhead Stadium (1972), Soldier Field (1971) y Lambeau Field (1957).

## El New Highmark Stadium
El nuevo estadio de los Bills ha sido diseñado por el estudio de arquitectura Populous. Cuando finalice su construcción en otoño de 2026, tras una inversión de alrededor de 1500 millones de dólares, será uno de los estadios de fútbol americano más emblemáticos de Estados Unidos.